# Казачинский сельсовет
Казачинский сельсовет — сельское поселение в Казачинском районе Красноярского края Российской Федерации.
Административный центр — село Казачинское.

## История
Законом Красноярского края от 3 июня 2015 года № 8-3422, были преобразованы, путём их объединения, муниципальные образования Казачинский сельсовет и Курбатовский сельсовет в муниципальное образование Казачинский сельсовет с административным центром в селе Казачинское.

## Население
| 2010 | 2012  | 2013  | 2014  | 2015  | 2016  | 2017  |
| ---- | ----- | ----- | ----- | ----- | ----- | ----- |
| 3864 | ↘3767 | ↘3689 | ↘3627 | ↘3604 | ↘3598 | ↘3567 |

## Состав сельского поселения
| № | Населённый пункт | Тип населённого пункта       | Население |
| - | ---------------- | ---------------------------- | --------- |
| 1 | Гавань           | деревня                      | 13        |
| 2 | Зырянка          | деревня                      | 9         |
| 3 | Казачинское      | село, административный центр | ↘3604     |
| 4 | Курбатово        | село                         | 77        |

## Местное самоуправление
Казачинский сельский Совет депутатов
Дата избрания: 14.03.2010. Срок полномочий: 5 лет. Количество депутатов: 10
Глава муниципального образования
- Козлов Александр Иванович. Дата избрания: 14.03.2010. Срок полномочий: 5 лет